# Tazehabad-e Fushazdeh
Tazehabad-e Fushazdeh (em persa: تازه‌آباد فوشازده, romanizada como Tāzehābād-e Fūshāzdeh; também conhecida como Tāzehābād) é uma aldeia do distrito rural de Dehshal, situada no distrito central de Astaneh-ye Ashrafiyeh, na província de Gilan, no Irã. No censo de 2006, sua população era de 103, em 32 famílias.